# Athetis brunneaplagata
Athetis brunneaplagata là một loài bướm đêm trong họ Noctuidae.